# Volkspark Friedrichshain
Il Volkspark Friedrichshain è un parco di Berlino. Si trova nel quartiere di Friedrichshain al confine con il quartiere di Prenzlauer Berg. È il più antico parco pubblico Berlinese e con i suoi 52 ettari è il terzo per dimensione dopo il 
Tempelhofer Feld (300 ettari) e il Tiergarten (210 ettari)

## Storia
Il parco fu costruito a partire dal 1840 in occasione dei cento anni dell'ascesa al trono di Prussia di Federico il Grande su progetto di Peter Joseph Lenné, che voleva creare un Tiergarten anche per gli abitanti dei distretti orientali. Il parco subì notevoli modifiche nel corso del tempo con interventi di diversi architetti, fra cui Johann Gustav Meyer, che in precedenza si era occupato della sistemazione del Treptower Park. Nel 1848 la parte meridionale del parco divenne un cimitero dove furono seppellilte le vittime dei combattimenti sulle barricate iniziati il 15 marzo a Berlino e terminati con la concessione della costituzione e del suffragio universale maschile. Nel 1868 nell'area sud-orientale del parco iniziò la costruzione del primo ospedale urbano di Berlino (Krankenhaus im Friedrichshain) terminato nel 1874. L'ospedale fu progettato da Martin Gropius e Heino Schmieden.

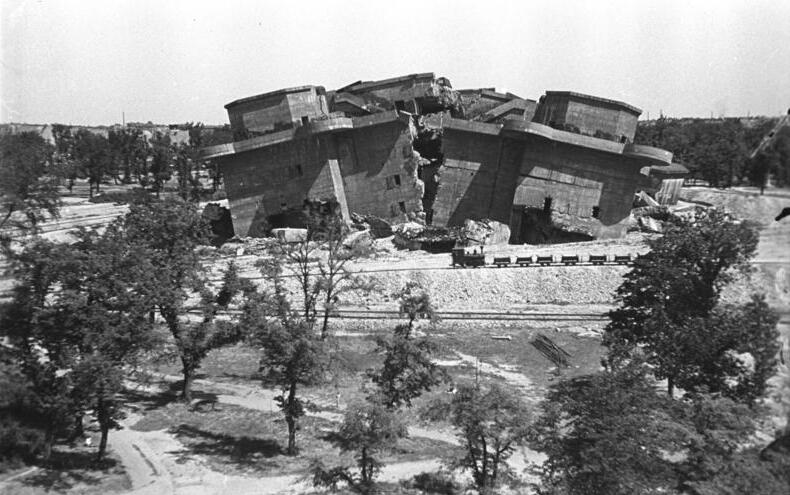
Le Macerie di una Flakturm

Tra il 1902 e il 1913 fu costruita su progetto di Ludwig Hoffmann la principale attrattiva del parco: la fontana Märchenbrunnen. La fontana è in stile neobarocco, con vasche in pietra di Tivoli decorate con statue di tartarughe e dieci personaggi delle fiabe dei fratelli Grimm, opera dello scultore Ignatius Taschner. Nel 1941 all'interno del parco vennero costruite due Flakturm ("torri contraeree") utilizzate come bunker e difesa antiaerea.
Alla fine della guerra Berlino fu divisa in quattro parti e il parco fu assegnato al settore Sovietico. La ricostruzione del parco fu pertanto compito della DDR. Il progetto sviluppato da Reinhold Linger prevedeva di creare due piccole colline artificiali con le macerie della città bombardata. Nel 1946 le due torri contraeree furono distrutte e ricoperte con 2 milioni di metri cubi di detriti. La collina più alta (78 metri) fu chiamata "Mont Klamott" o "Große Bunkerberg" mentre la più piccola (48 metri) prese il nome di "Kleine Bunkerberg ".

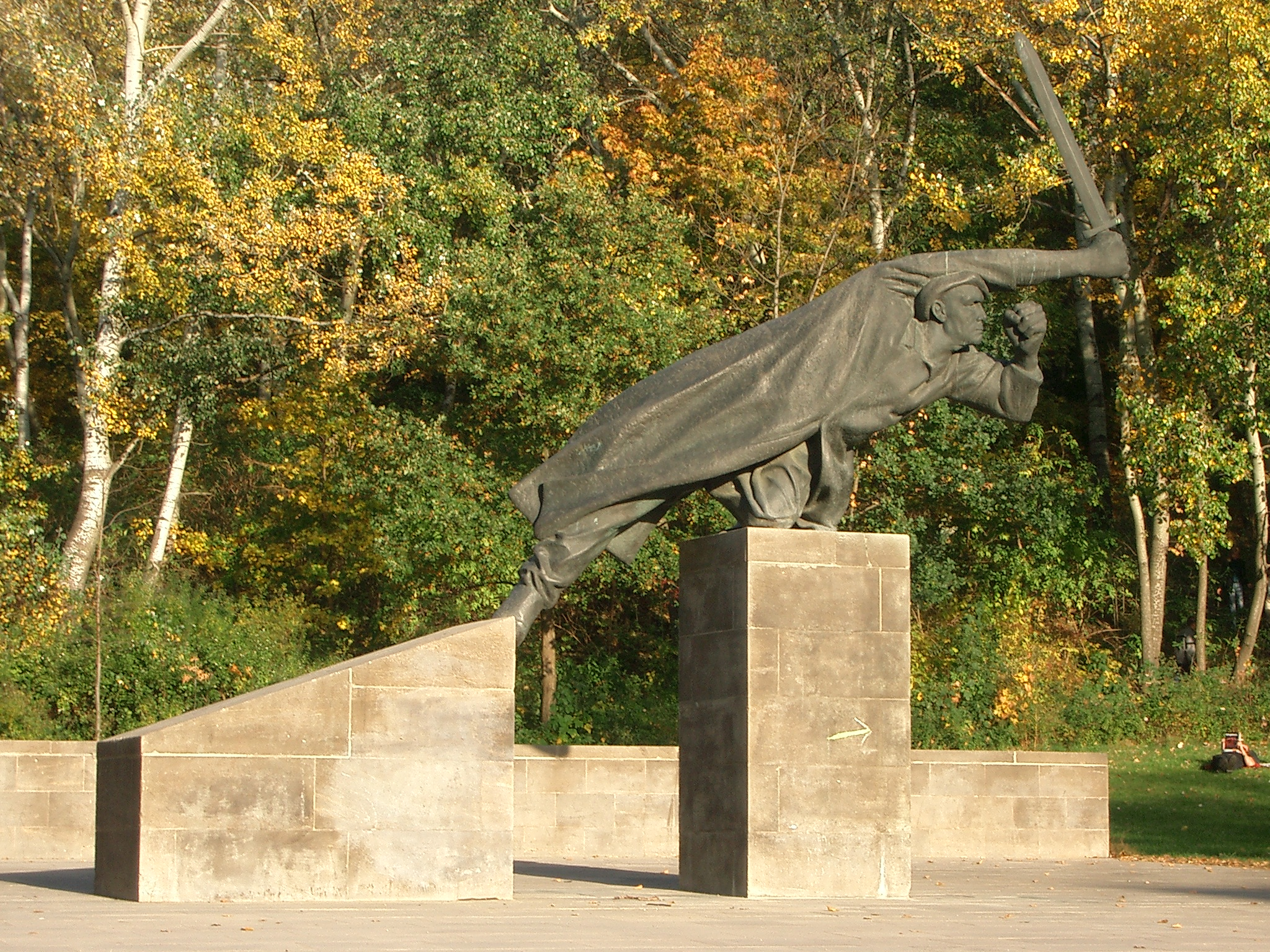
Monumento ai combattenti tedeschi della Guerra Civile Spagnola

Durante gli anni della guerra fredda nel parco furono costruiti un teatro all'aperto, due piscine, una statua in bronzo alta 6 metri, opera di Fritz Kremer, dedicata ai combattenti tedeschi nella guerra civile spagnola Gedenkstätte der 3000 Interbrigadisten, e il Memoriale per i soldati polacchi e i tedeschi antifascisti (eretto nel 1972 e progettato dagli scultori polacchi Zofia Wolska e Tadeusz Lodzian. Il 1º settembre 1989 in occasione del cinquantesimo anniversario dell'inizio della seconda guerra mondiale, fu inaugurato un Padiglione Giapponese per ospitare la Weltfriedenglocke (la campana della pace mondiale) donata dall'associazione giapponese World peace bell association in ricordo delle vittime della bomba atomica di Hiroshima.
Le piscine sono state oggi sostituite da un moderno complesso sportivo.